# Messier 79
Messier 79 (auch als NGC 1904 bezeichnet) ist ein 7,7 mag heller Kugelsternhaufen mit einer Winkelausdehnung von 9,6' im Sternbild Hase. Der Sternhaufen ist etwa 43.000 Lichtjahre entfernt, hat einen Durchmesser von 50 Lichtjahren und geschätzte 900.000 Sterne. Seine Metallizität liegt bei 0,025 % im Vergleich zur Sonne, was auf ein Alter von 12 bis 13 Milliarden Jahre schließen lässt.
M79 ist einer der wenigen Kugelsternhaufen, die am Winterhimmel zu beobachten sind. Er liegt also nicht, wie die meisten anderen Kugelsternhaufen, in Richtung des Zentrums der Milchstraße, sondern in fast entgegengesetzter Richtung. Nach neueren Vermutungen könnte dieses Objekt ein „neuer Einwanderer“ in unserem Milchstraßensystem sein. Demnach könnte M79 ein Kugelsternhaufen der im Jahre 2003 entdeckten Canis-Major-Zwerggalaxie sein, unserer nächsten Nachbargalaxie. Dieser Trabant der Milchstraße hat sich durch die starken Gezeitenkräfte bereits größtenteils aufgelöst und wurde früher als Teil der Milchstraße betrachtet.